# Meshkinshahr
Meshkinshahr este un oraș din Iran.